# Montserrat de Castelldans
L'ermita de la Mare de Déu de Montserrat de Castelldans és una ermita d'aquest municipi de les Garrigues inclosa en l'Inventari del Patrimoni Arquitectònic de Catalunya.

## Descripció
És una ermita d'una sola nau rectangular coberta a dues aigües. Exteriorment en destaquen els grans contraforts a les partes laterals. La pedra s'ha deixat vista i són grans pedres irregulars sense escairar a excepció dels llocs destacats (muntants, angles...). Les parets laterals, fetes de pedra més tosca, estan arrebossades parcialment.
La façana als peus de l'església, acabada en punxa, està rematada per un senzill i petit campanar flanquejat per dues punxes als angles. Destaquen els tres arcs de l'entrada; el central, més ample, s'hi especifica la data de la construcció, i damunt seu hi ha una petita rosassa.
L'interior està cobert amb coberta volta de canó. Tot ell està enguixat i pintat, mostrant una pavimentació de mosaic. Al fons de la nau hi ha un petit altar dedicat a la Verge de Montserrat, i a la part esquerra, una petita sagristia el volum de la qual és visible des de l'exterior.

## Història
L'ermita es feu durant un any marià. El 2 de febrer de 1954 s'inicia el traçat del camí cap a l'ermita, encara sense edificar. El 27 del mateix mes, ja s'inaugurava l'edifici. La campana està feta amb monedes de la república i morters de coure, donacions dels habitants del poble.